# سیتومگالوویروس
سیتومگالوویروس (به انگلیسی: Cytomegalovirus) یک سرده از ویروس‌های ردهٔ هرپس ویرالس، در زیرخانواده بتا از خانواده هرپس ویریده است. میزبان‌های طبیعی آن نخستی‌هایی چون میمون و انسان هستند. گونه‌ای که انسان را آلوده می‌کند معمولاً HHV-5 یا CMV انسانی نامیده می‌شود. بیماری‌هایی که «HHV-5» در آن نقش دارد مونونوکلئوز عفونی را نیز شامل می‌شود. ریشه این واژه از زبان یونانی گرفته شده و سیتو به معنای «سلول» و مگال به معنای «بزرگ» است.

## ساختمان ویروس
این ویروس، که بزرگ‌ترین عضو خانواده هرپس ویروسان به‌شمار می‌رود، دارای DNA دو رشته‌ای حاوی بیش از kbp۲۴۰ و قابلیت کدگذاری بیش از ۲۰۰ فراورده پروتئین اساسی است، که عملکرد بسیاری از این پروتئین‌ها هنوز به خوبی شناخته نشده‌است. مشابه سایر هرپس ویروس‌ها کپسید ویروس توسط یک پوسته خارجی حاوی دو لایه لیپید احاطه شده که حاوی پروتئین‌های کد شده ویروسی هستند، و اهمیت بسیاری از نظر طراحی واکسنهای ضد ویروس دارند.

## آسیب زایی
از نظر پاتولوژی مشخصه کلاسیک شناخت CMV در بافت‌ها، وجود سلول‌های بزرگ (سیتومگالیک) و حاوی انکلوزیون‌های داخل هسته‌ای می‌باشد، که در زیر میکروسکوپ نمای شبیه چشم جغد را ایجاد می‌کنند، و مشاهده آن‌ها قویاً به نفع عفونت فعال CMV است. CMV تمایل به آلوده‌سازی سلول‌های منونوکلوئر و لنفوسیت دارد، و در موارد منتشر بیماری شواهد عفونت را در اغلب ارگان‌ها می‌توان مشاهده نمود.
در ایمنی علیه CMV ایمنی هومورال و سلولار هر دو نقش دارند. به نظر می‌رسد گلیکوپروتئین‌های G و H پوسته خارجی ویروس، در تحریک ایمنی هورمورال نقش اساسی داشته باشند، ولی پاسخ‌های ایمنی هومورال اگرچه درکنترل عفونت شدید مؤثر هستند، قادر به مهار درگیری جفت و جنین نمی‌باشند. تولید سلول‌های آسیتوتوکسیک از طرف میزبان علیه CMV، و درگیری MHC/I نقش مهمی در کنترل عفونت دارند. هر یک از گونه‌های پستانداران با CMV خاص خود آلوده می‌شوند، لذا انسان‌ها تنها میزبان CMV انسانی هستند. در کشورهای در حال توسعه، اغلب کودکان در سال‌های کودکی با CMV تماس پیدا می‌کنند، و تقریباً ۱۰۰٪ بزرگسالان شواهد سرمی مثبت سابقه تماس با ویروس را نشان می‌دهند. در حالیکه در کشورهای توسعه یافته فقط ۵۰٪ بزرگسالان شواهد سرمی آلودگی را نشان می‌دهند.

## کسب کردن‌های مکرر بیماری
ویروس از مادر به جنین (از طریق جفت یا حین زایمان) و شیر مادر، فرزند به والدین، انتشار در مهدکودک‌ها، پیوند بافت، و عضو، و انتقال خون ممکن است.
یکی از مشکلاتی که، در درگیری با CMV ایجاد می‌شود، در درجه اول آلودگی جنین در حین بارداری و سپس عفونت‌های فعال در مبتلایان به نقص ایمنی و پیوند عضو است. در صورتی که مادری در حین بارداری به عفونت فعال مبتلا شود حدود ۴۰–۳۰ درصد خطر انتقال به جنین وجود دارد، ولی در صورتی که مادری قبل از بارداری آلوده شده باشد، فقط ۵/۰–۲/۰ درصد خطر انتقال به جنین وجود خواهد داشت. در کل ۲–۵/۰ درصد از نوزادانی که در تمام جهان مبتلا می‌شوند به CMV مبتلا هستند و CMV از شایعترین علل عفونت مادرزادی (congenital infection) محسوب می‌شود.

## علائم بیماری
از بین نوزادان مبتلا ۱۵٪ در هنگام تولد شواهد درگیری با CMV را نشان می‌دهند، که این علائم شامل IUGR، تظاهرات جلدی شامل (پتشی و پورپورا)، آتروفی سربرال، هپاتواسپلنومگالی، کوریورتینیت، اختلالات خونی، میکروسفالی، کاهش شنوائی حسی- عصبی و درجاتی از عقب ماندگی ذهنی و درگیری مغزی می‌باشند.
در مورد سایر اثرات CMV بر سیستم باروری نیز مطالعاتی انجام شده‌است. نقش CMV به عنوان علت ایجادکننده، سقط جنین به خوبی شناخته شده‌است؛ همچنین به عنوان یکی از علل سقط مکرر خصوصاً در مبتلایان به HIV/AIDS و نقص ایمنی مطرح می‌باشد، ولی نقش آن به عنوان علت ایجادکننده ناباروری در زنان و مردان اثبات نشده، و هنوز تحت مطالعه و بررسی قرار دارد.

## تشخیص
در حال حاضر مهم‌ترین توصیه در مورد مردان و زنان مراجعه‌کننده جهت درمان ناباروری، انجام آزمایش‌های غربالگری از نظر وجود سابقه تماس با CMV می‌باشد. در این آزمایش‌های آنتی‌بادی‌هایی علیه CMV از قبیل IgG و IgM سرمی اندازه‌گیری می‌شود. وجود سطوح بالای IgG نشان دهنده تماس قبلی با ویروس می‌باشد، ولی در صورتی که IgM بالا باشد مطرح‌کننده عفونت اخیر و فعالیت ویروس بوده، و تا تبدیل سرمی IgM به IgGفرد نباید اقدام به بارداری نماید. در خانم‌های باردار مشکوک به عفونت فعال، از سایر تست‌های تشخیصی به منظور اثبات عفونت فعال مادر و همچنین از آمنیوسنتز و PCR مایع آمنیوتیک خصوصاً درهفته‌های ۲۱ الی ۲۳ بارداری به منظور اثبات درگیری جنین می‌توان استفاده نمود.

## درمان
از جمله درمان‌های شناخته‌شده گانسیکلوویر (Gancyclovir) است، که در درمان عفونت‌های فعال خصوصاً در افراد مبتلا به نقص ایمنی بسیار مفید می‌باشد، ولی با توجه به عوارض گانسیکلوویر و عدم اطمینان از بی‌خطر بودن آن در بارداری، استفاده از گانسیکلوویر در زنان باردار فعلاً توصیه نمی‌شود. در حال حاضر بررسی وضعیت سرمی افراد قبل از بارداری و در صورت سرونگاتیو بودن، آزمایش مجدد در ماه‌های ۲ الی ۴ بارداری از نظر ابتلا به عفونت CMV، توصیه می‌شود.

## پیشگیری از بیماری در بارداری
- شستن مکرر دست به خصوص قبل و بعد از تعویض پوشک کودک
- خودداری از بوسیدن لب و گونهٔ کودکان زیر ۶سال
- جلوگیری از استفادهٔ مشترک از لیوان، قاشق یا غذا با کودکان[۴]